# 联合国安全理事会第32号决议
联合国安理会32号决议是于1947年8月26日在联合国安全理事会第195次会议上通过的。该决议是关于印度尼西亚问题的，以10票赞成，1票弃权通过。
决议指出印尼境内的军事冲突实际仍在进行，敦促冲突双方荷兰和印尼尊重联合国安理会27号决议，立即停火。